# Enea Vico

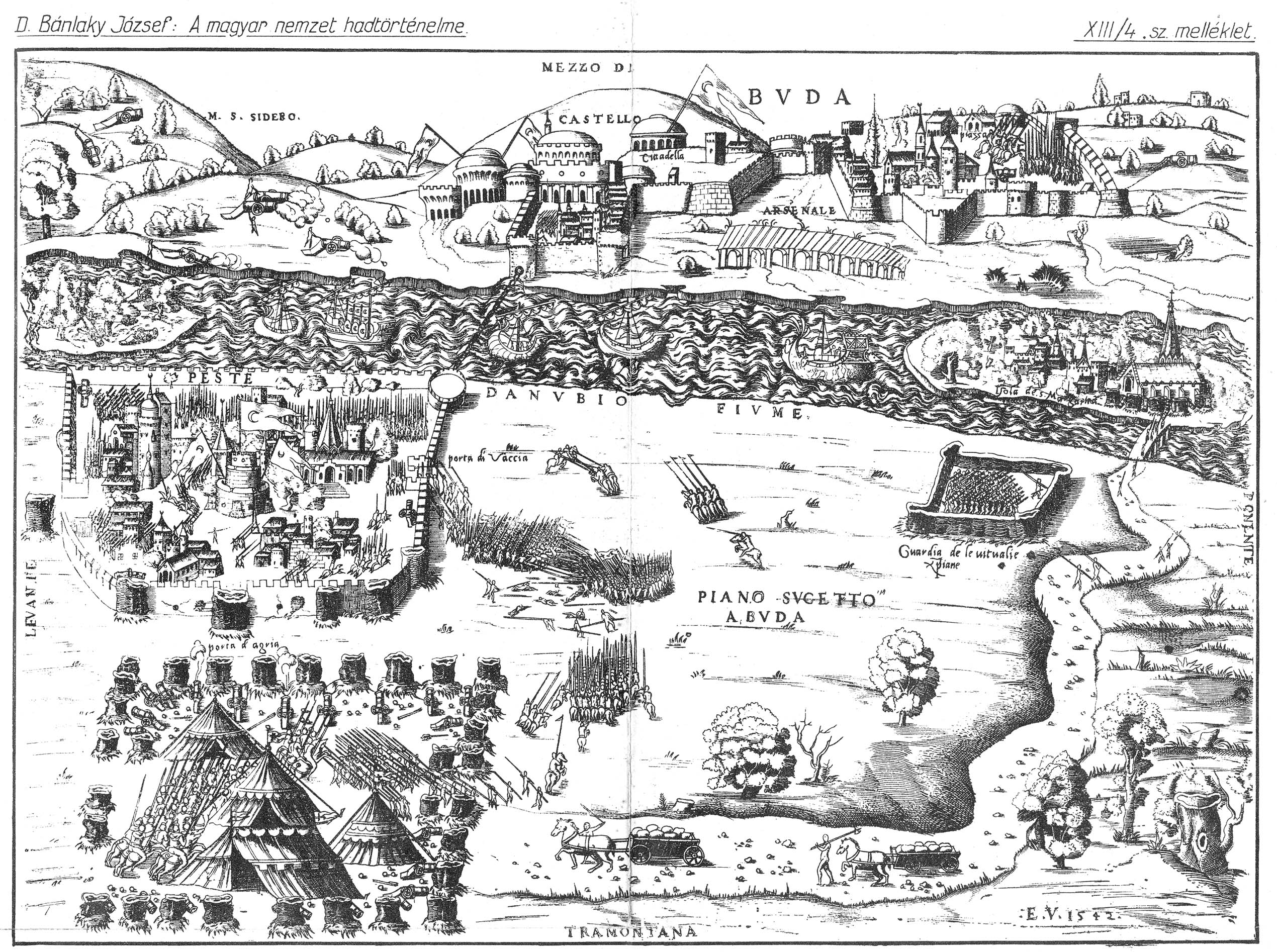
Enea Vico, Belägringen av Buda och Pest, 1542

Enea Vico, född 1523 i Parma, död 1567 i Ferrara, var en italiensk kopparstickare.
Vico studerade troligen hos Tommaso Barlachi. För dennes räkning utförde han 1541-1542 en serie om 24 blad grotesker. Han utvecklade sin stil främst efter Marcantonio Raimondi och blev en av sin tids främsta kopparstickare. Senare kallades Vico till Florens av Cosimo den store och utförde där stick efter Michelangelo. Han utgav därefter flera stick av medaljer i Parma 1555-1557. Till de främsta av hans närmare 500 blad hör Vulkan och cykloperna (efter en målning av Francesco Primaticcio), porträtt av Maria av Aragonien, Cosimo den Store, Giovanni de Medici, Karl V med flera.